# 치명적 망각
치명적 망각(catastrophic forgetting)은 인공신경망이 새로운 정보를 학습할 때 이전에 습득한 지식이나 능력을 갑작스럽게 또는 심각하게 잃어버리는 현상을 말한다. 이는 기계 학습 모델, 특히 딥러닝 모델이 여러 작업을 순차적으로 학습할 때 흔히 발생한다. 인공지능은 새로운 작업을 학습하면서 기존 작업에 맞춰진 가중치를 새로운 데이터에 맞춰 조정하게 되는데, 이 과정에서 이전에 학습한 정보가 덮어씌워지거나 손상되어 이전 작업에 대한 성능이 저하될 수 있다. 예를 들어, 특정 언어를 인식하도록 학습된 음성 비서가 새로운 언어를 배우면 기존 언어에 대한 이해와 능력이 저하될 수 있다.
이러한 현상은 인간의 기억과 달리 인공지능이 지식을 누적적으로 쌓아가지 못하는 한계를 보여주며, 지속적 학습 (Continual Learning) 분야의 핵심 과제로 여겨진다. 치명적 망각은 전이 학습이나 미세 조정 과정에서 자주 발생하며, 모델의 성능 저하로 이어진다. 이는 모델이 특정 입력에는 더 잘 응답하지만, 일반적인 지식이나 추론 능력은 저하시키거나 편향된 답변을 생성할 수 있음을 의미한다.

## 같이 보기
- 환각 (인공지능)